# Gimme Shelter (film, 1970)
Gimme Shelter je dokumentární film režisérů Alberta a Davida Mayslesových a režisérky Charlotte Zwerin z roku 1970. Film zachycuje skupinu The Rolling Stones na americkém turné v roce 1969, které se završilo nechvalně proslulým koncertem v Altamontu.

## Popis filmu
Film dokumentuje americké turné skupiny The Rolling Stones v roce 1969. Skupina je zachycena na vystoupení v MSG New Yorku, v nahrávacím studiu v alabamském Sheffieldu (kde mimo jiné vznikaly práce na albu Sticky Fingers) a především na tragickém koncertu v Altamontu. Skupina si tehdy chtěla vynahradit vydařený festival Woodstock, a tak zorganizovala koncert na závodním okruhu v Altamontu nedaleko San Francisca. Vedle Stones měli na festivalu vystoupit Santana, Jefferson Airplane, The Flying Burrito Brothers, Crosby, Stills & Nash a The Grateful Dead. Koncert přilákal asi 300 000 hippie diváků. Jako ochranku si skupina najala kontroverzní motorkářský gang Hells Angeles, který pod vlivem drog a alkoholu vytvářel dusnou atmosféru, když do lidí např. mlátili železnými tyčemi. Hlavními hvězdami byli samozřejmě Rolling Stones, ale ani při jejich vystoupení nebyly potyčky omezeny. Mick Jagger několikrát vyzýval jak fanoušky, tak Hells Angels k uklidnění situace. Incidenty nakonec vyvrcholily ubodáním jednoho z fanoušků, Mereditha Huntera, který byl zabit Alanem Passarem členem Hells Angeles. Skupina o incidentu nevěděla a hysterický koncert dohrála. The Grateful Dead po oznámení incidentu odmítli vystoupit a koncert okamžitě opustili. Tento snímek posloužil jako dobrý dokument u soudního jednání Alana Passara, který sice Huntera ubodal k smrti, ale byl nakonec propuštěn s tím, že jednal v sebeobraně.

## Písně
1. "Jumpin' Jack Flash" (The Rolling Stones)
2. "(I Can't Get No) Satisfaction" (The Rolling Stones)
3. "Honky Tonk Women" (The Rolling Stones)
4. "Carol" (The Rolling Stones)
5. "Little Queenie" (The Rolling Stones)
6. "Prodigal Son" (The Rolling Stones)
7. "I've Been Loving You Too Long" (Ike & Tina Turner)
8. "You Gotta Move" (The Rolling Stones)
9. "Wild Horses" (The Rolling Stones)
10. "Brown Sugar" (The Rolling Stones)
11. "Love In Vain" (The Rolling Stones)
12. "Street Fighting Man" (The Rolling Stones)
13. "Six Days On The Road" (The Flying Burrito Brothers)
14. "The Other Side Of This Life" (Jefferson Airplane)
15. "Sympathy For The Devil" (The Rolling Stones)
16. "Under My Thumb" (The Rolling Stones)
17. "Gimme Shelter" (The Rolling Stones) (pouze záznam zvuku pro titulky)